# Calypso bulbosa
Pour les articles homonymes, voir Calypso (homonymie).
Genre
Espèce
Classification phylogénétique
Statut CITES
Le Calypso bulbeux (Calypso bulbosa) est une orchidée, c'est-à-dire une plante de la famille des Orchidaceae, des régions boréales de l'hémisphère nord. C'est la seule espèce du genre Calypso. L'espèce compte quatre variétés autour du globe.
- Calypso bulbosa var. americana, présente dans les zones boréales de l'est et du centre de l'Amérique du Nord;
- Calypso bulbosa var. occidentalis, présente sur la côte ouest américaine;
- Calypso bulbosa var. bulbosa, présente dans le nord-est de l'Europe et en Russie jusqu'à la mer de Béring;
- Calypso bulbosa var. speciosa, présente au Japon.

## Description
Plante au rhizome peu développé, elle produit un pseudobulbe d'où émerge une feuille unique, pétiolée, ovale et plissée. La hampe florale porte une fleur unique. Les sépales et pétales sont rose pourpre, lancéolés et écartés. Le labelle rose ou blanc est en forme de sabot, avec une pilosité jaune abondante sur le rebord central et strié de pourpre à l'intérieur. Le gynostème rose est très élargi. Le labelle se prolonge vers l'arrière par un petit éperon à deux branches.

## Floraison
Mai-juin (précoce pour la latitude)

## Habitat
Plante d'ombre, sur substrats calcaires et quelquefois acides, humides à détrempés (forêts d'épicéas humides / taïga).

## Aire de répartition
Distribution circumboréale.

### Calypso
- (en) Flora of North America : Calypso
- (fr + en) ITIS : Calypso  Salisb.
- (en) NCBI : Calypso (taxons inclus)
- (en) World Checklist of Selected Plant Families (WCSP) : Calypso

### Calypso bulbosa
- (en) Flora of North America : Calypso bulbosa
- (en) Catalogue of Life : Calypso bulbosa (L.) Oakes (consulté le 15 décembre 2020)
- (fr + en) ITIS : Calypso bulbosa  (L.) Oakes
- (en) NCBI : Calypso bulbosa (taxons inclus)
- (en) CITES : Calypso bulbosa (L.) Oakes, 1842  (+ répartition sur Species+) (consulté le 16 mai 2015)
- (fr) CITES : taxon  Calypso bulbosa (sur le site du ministère français de l'Écologie)